# Operación Uphold Democracy
Operación Uphold Democracy o en español Operación Defender la Democracia fue una operación militar en Haití cuyo objetivo fue restaurar la democracia mediante la eliminación del régimen militar de facto, devolver el gobierno previamente electo de Jean-Bertrand Aristide al poder, garantizar la seguridad, ayudar en la rehabilitación de la administración civil, formar una fuerza policial y judicial, ayudar a preparar las elecciones y entregar la responsabilidad a las Naciones Unidas un acuerdo político previo. Finalmente la operación tuvo éxito se depuso el régimen de facto y se pudo llevar a elecciones para que Haití tuviera un gobernador democrático.

## Antecedentes
En diciembre de 1990, Jean-Bertrand Aristide, un carismático sacerdote católico, ganó el 67% de los votos en una elección presidencial que los observadores internacionales consideraron en gran parte libres y justas. Aristide asumió el cargo en febrero de 1991, pero fue derrocado por elementos descontentos del ejército y obligados a abandonar el país en septiembre de ese mismo año. Entre octubre de 1991 y junio de 1992, Joseph Nérette, como presidente, encabezó un régimen anticonstitucional de facto y gobernado con mayoría parlamentaria y las fuerzas armadas. En junio de 1992, renunció y el Parlamento aprobó a Marc Bazin como primer ministro de un gobierno de facto sin reemplazo nombró a un presidente. En junio de 1993, Bazin dimitió y la ONU impuso un embargo de petróleo y armas, con lo que los militares haitianos fueron a la mesa de negociaciones. Presidente Aristide y el general Raoul Cedras, jefe de las fuerzas armadas de Haití, suscrito el mediado por la Acuerdo de la ONU de Gobernadores isleños el 3 de julio de 1993, el establecimiento de un proceso de 10 pasos para la restauración del gobierno constitucional y el retorno del Presidente Aristide el 30 de octubre de 1993. El Ejército descarriló el proceso y la ONU volvió a imponer sanciones económicas. El clima político y de derechos humanos siguió deteriorándose a medida que el ejército y el gobierno de facto sancionó la represión, el asesinato, la tortura, la violación y en abierto desafío a la condena de la comunidad internacional.

## Reacción de las Naciones Unidas
En mayo de 1994, el ejército de la Corte Suprema de Justicia seleccionaron a Emile Jonassaint a ser presidente provisional de su tercer régimen de facto. La ONU y los EE. UU. reaccionaron a esta medida extraconstitucional por endurecer las sanciones económicas de la ONU (Resolución 917). El 31 de julio de 1994, la ONU aprobó la Resolución 940 autorizando a los Estados miembros a que utilicen todos los medios necesarios para facilitar la salida de los dirigentes militares de Haití y restaurar el gobierno constitucional y la presidencia de Aristide.

### Objetivos
En las semanas que siguieron, los Estados Unidos tomaron la iniciativa de formar una fuerza multinacional (MNF) para llevar a cabo el mandato de las Naciones Unidas por medio de una intervención militar. En la Operación Restaurar la Democracia los objetivos de Estados Unidos fueron el fomento de las instituciones democráticas y reducir el flujo de inmigrantes ilegales hacia los Estados Unidos.
A pesar de las promesas del régimen respaldado por los militares de devolver el poder a un gobierno democráticamente, se convirtió en un régimen cada vez más represivo y presidió una economía en deterioro.
Como resultado del deterioro de la situación, decenas de miles de empobrecidos haitianos huyeron del país, muchos intentan ingresar a los Estados Unidos.

## La operación

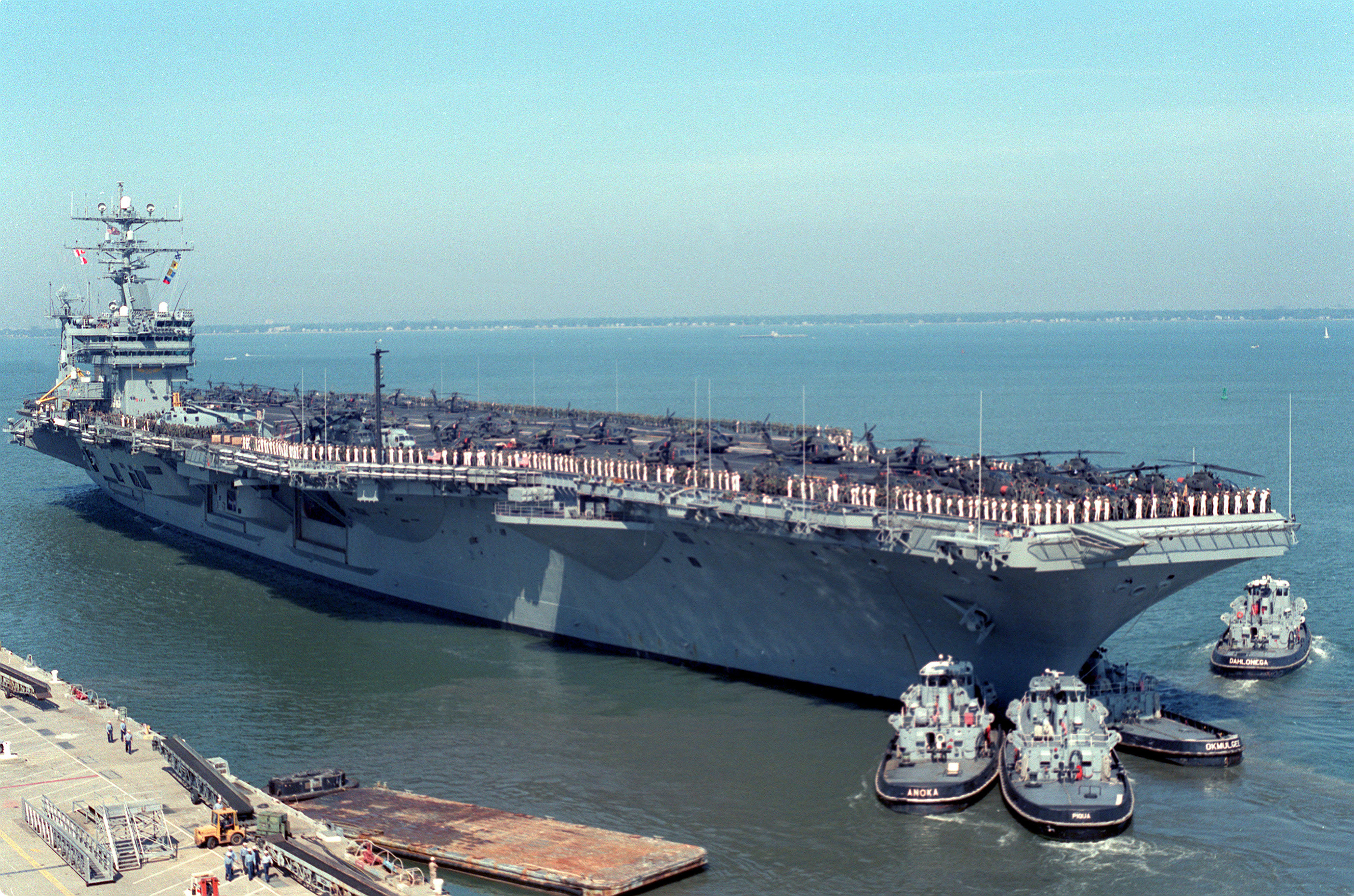
El USS Dwight D. Eisenhower sale de Norfolk para la Operación Defender la Democracia en Haití en 1994.

Estados Unidos respondió con la Operación Restaurar la Democracia, el movimiento de fuerzas a Haití para apoyar el regreso de la democracia haitiana. La Fuerza Multinacional dirigida por Estados Unidos para Haití (FMN) comenzó el 19 de septiembre de 1994 con la aprobación del Consejo de Seguridad de las Naciones Unidas, que, al mismo tiempo, se aprobó la operación de la ONU de continuación.
El camino estadounidense de regreso a Haití comenzó a principios de 1994 en Fort Bragg, Carolina del Norte, Fort Eustis, Virginia, y Camp Lejeune, Carolina del Norte. En estas instalaciones, durante el empuje del XVIII Cuerpo Aerotransportado 'Super Yo y el Super II realizaron ejercicios en abril y junio de 1994, las unidades formado un concepto de operaciones para Haití. Estos ejercicios establecido un marco para la sincronización de tareas de operaciones críticas. Los EE. UU. comenzaron a planificar la Operación Restaurar la Democracia en agosto de 1994. El grupo tuvo que planificar de forma simultánea para dos contingencias: una entrada permisiva en Haití (Operación Restaurar la Democracia) o una entrada forzada (Operación Defender la Democracia) . La Crisis de planificación de acción para la Operación Restaurar la Democracia se detuvo cuando el ex presidente de Estados Unidos Jimmy Carter con el general Cedras de Haití tuvo éxito en las negociaciones.

### La invasión
Para la invasión, un lanzamiento desde el aire estaba previsto la participación de 3.900 paracaidistas. La mayor parte de esta fuerza estaba en el aire cuando las autoridades haitianas acordaron una transición pacífica del gobierno y la entrada permisiva de las fuerzas estadounidenses. Con las tropas estadounidenses preparados para entrar en Haití, en cuestión de horas, el presidente de Estados Unidos Bill Clinton envió un equipo negociador encabezado por el expresidente Jimmy Carter para discutir con los líderes de facto de Haití los términos de su salida. Como resultado, la fuerza multinacional desplegada en paz, Cedras y otros líderes militares de alto rango salieron de Haití, y la restauración del gobierno legítimo comenzó, para facilitar el retorno de Aristide el 15 de octubre.
La amenaza creíble de una fuerza abrumadora - combinado con hábil diplomacia de última hora - permitió a las fuerzas estadounidenses a la tierra sin oposición y evitar las consecuencias negativas que el combate hubiera traído. La Fuerza Multinacional inicialmente empleaba a más de 20.000 efectivos militares de Estados Unidos, además de personal de alrededor de 2.000 de una docena de países otros. La misión era restaurar la democracia mediante la eliminación del régimen militar de facto, devuelva el elegido previamente régimen de Aristide al poder, garantizar la seguridad, ayudar en la rehabilitación de la administración civil, formar una fuerza policial y judicial, ayudar a preparar las elecciones y entregar la responsabilidad a las Naciones Unidas un acuerdo político previo, pero sin cumplirse entre las partes en la Isla del Gobernador (Nueva York) en 1991 sirvió como molde para dar forma a los objetivos. Hubo una importante apuesta por la construcción de paz por las agencias civiles del gobierno de los EE. UU., particularmente USAID, estrechamente coordinados con la ONU y numerosas internacional, regional, y las organizaciones no gubernamentales.
Las fuerzas estadounidenses de operaciones especiales desempeñaron un papel esencial en el establecimiento de la seguridad y garantizar una administración de facto público en las zonas rurales.
La Administración Marítima activada en 14 de sus barcos preparados para fuerza de reserva, esta vez para apoyar a defender la democracia en Haití. Los barcos transportaron carga militar de diversos puertos de Estados Unidos a Port-au-Prince, Haití. Todos fueron tripulados por completo por un total de más de 400 marineros estadounidenses y civiles estaban en funcionamiento dentro de los cuatro días de ser solicitada, por delante de las necesidades de activación de los militares. El General John M. Shalikashvili, presidente del Estado Mayor Conjunto, alabó la "respuesta impecable, puntual" de todos los involucrados en la activación de las naves RRF para apoyar a las tropas estadounidenses que sirvieron en Haití.

## Resultado
Defender la democracia éxito tanto en la restauración del gobierno democráticamente elegido de Haití y de la emigración derivada, gracias a bien ejecutadas las actividades políticas, militares, diplomáticos y humanitarios. El 31 de marzo de 1995, Estados Unidos transfirió las responsabilidades de mantenimiento de la paz a las Naciones Unidas. La planificación anticipada y la coordinación para la transición fueron bien administrados por los EE. UU. y la ONU, así como la selección y capacitación de líderes de alto nivel para sostener la acción continuada de cooperación internacional. En contraste con la transición en Somalia, la ONU desplegó un elemento sede antelación a Haití seis meses antes del cambio de mando. El 31 de marzo de 1995, una misión de paz de la ONU menor en Haití (UNMIH) sucedió a la Fuerza Multinacional de gran alcance, en marzo de 1996 con fecha límite de finalización, después de un nuevo Presidente electo tiene previsto asumir el cargo.